# Западноболивийский гуарани
Западноболивийский гуарани (Simba, Simba Guaraní, Western Bolivian Guaraní) — гуаранийский язык, на котором говорят в департаменте Чукисака (южнее реки Пилькомайо, восточнее Куэво, севернее Монте-Агудо) в Боливии.
Западноболивийский гуарани — один из числа «гуаранийских диалектов», которые рассматриваются как отдельные языки в справочнике Ethnologue: аче, восточноболивийский гуарани, кайва, мбья-гуарани, парагвайский гуарани, чирипа и шета. Из них парагвайский гуарани на сегодняшний день является наиболее широко распространённой разновидностью, и его часто называют просто гуарани.